# انتخابات سراسری نامیبیا ۲۰۲۴
انتخابات سراسری برای تعیین رئیس‌جمهور جدید و اعضای مجمع ملی در نامیبیا برگزار شد. در ابتدا ۲۷ نوامبر ۲۰۲۴ برای شروع رای‌گیری برنامه‌ریزی شده بود، بعداً اما به دلیل هماهنگی‌های ضعیف در برخی مناطق تا ۳۰ نوامبر تمدید شد. احزاب مخالف این اقدام را محکوم کردند و اعلام نتایج را تحریم کردند و متعهد شدند که نتایج انتخابات را در دادگاه به چالش بکشند. این هفتمین انتخابات سراسری این کشور از زمان استقلال از آپارتاید آفریقای جنوبی در سال ۱۹۹۰ بود.
نتومبو ناندی ندایتواه به عنوان نخستین زن برنده انتخابات رئیس‌جمهوری نامبیا شد.

## نظام انتخاباتی
رئیس‌جمهور نامیبیا با استفاده از نظام انتخاباتی دومرحله‌ای انتخاب می‌شود. اگر هیچ‌یک از نامزدها در دور اول رأی‌گیری بیش از ۵۰ درصد رای نیاورد، دور دوم برگزار می‌شود. هیچ انتخابات قبلی ریاست جمهوری در نامیبیا به دور دوم نرفته است.